# لانژهوت
لانژهوت (به چکی: Lanžhot) یک منطقهٔ مسکونی در جمهوری چک است که در ناحیه برتسلاو واقع شده‌است. لانژهوت ۳٬۷۵۷ نفر جمعیت دارد.